# Amberley
Amberley é uma vila localizada no estado norte-americano de Ohio, no Condado de Hamilton.

## Demografia
Segundo o censo norte-americano de 2000, a sua população era de 3425 habitantes. 
Em 2006, foi estimada uma população de 3230, um decréscimo de 195 (-5.7%).

## Geografia
De acordo com o United States Census Bureau tem uma área de 
9,0 km², dos quais 9,0 km² cobertos por terra e 0,0 km² cobertos por água.

## Localidades na vizinhança
O diagrama seguinte representa as localidades num raio de 4 km ao redor de Amberley. 